# Diversità genetica umana: la fallacia di Lewontin
"Diversità genetica umana: la fallacia di Lewontin" è un articolo scientifico del 2003 scritto da A. W. F. Edwards, che è uno statistico, genetista e biologo britannico, conosciuto soprattutto per la sua opera pionieristica con l'italiano Luigi Luca Cavalli-Sforza sui metodi quantitativi dell'analisi filogenetica, e vincitore assieme a quest'ultimo della medaglia d'oro Telesio Galilei Academy of Science nel 2011.
Egli critica un argomento esposto da Richard Lewontin nel suo articolo La ripartizione della diversità umana del 1972, nel quale sostiene che la divisione dell'umanità in razze è tassonomicamente invalida. La critica di Edwards è discussa in un certo numero di libri accademici e di divulgazione scientifica, con vari gradi di supporto.

## L'argomentazione di Lewontin
Nel suo studio La ripartizione della diversità umana del 1972, Richard Lewontin eseguì un'analisi statistica sull'indice di fissazione (FST) utilizzando 17 marcatori genetici, tra cui le proteine dei gruppi sanguigni, di individui appartenenti a razze definite classicamente ovvero Caucasoidi, Negroidi, Mongoloidi, Australoidi e Amerindi.
Egli trovò che la maggior parte della variazione totale genetica tra gli Homo sapiens (pari allo 0.1% di DNA) ovvero l'85.4%, si trova all'interno delle popolazioni, l'8.3% della variazione si trova tra le popolazioni all'interno di una razza e solo il 6.3% risulta spiegare la classificazione razziale. Numerosi studi successivi hanno confermato questi risultati.
Sulla base di questa analisi, Lewontin ha concluso che "dal momento che tale classificazione razziale è vista ora come priva di alcun significato genetico o tassonomico, nessuna giustificazione può essere offerta per il suo mantenimento". Questa sua conclusione è stata citata più volte in seguito come prova che le categorie razziali sono biologicamente senza senso, e che le differenze comportamentali tra i gruppi non possono avere alcune basi genetiche. Un esempio è la Dichiarazione sulla Razza pubblicata dalla American Anthropological Association nel 1998, che ha respinto l'esistenza di razze intese come gruppi biologicamente distinti, chiaramente delimitati e univoci.

## La critica di Edwards
Edwards ha sostenuto che, mentre le dichiarazioni di Lewontin sulla variabilità sono corrette quando si esamina la frequenza dei diversi alleli (varianti di un gene particolare) in un singolo locus (la posizione di un particolare gene) tra gli individui, è comunque possibile classificare gli individui in diversi gruppi razziali con una precisione che si avvicina al 100% se si tiene conto della frequenza degli alleli nei vari loci contemporaneamente. Questo accade perché le differenze delle frequenze degli alleli in loci diversi sono strettamente correlate alle varie popolazioni: gli alleli che sono più frequenti in una popolazione in due o più loci sono correlati quando si considerano due popolazioni simultaneamente. In altre parole, la frequenza degli alleli tende a raggrupparsi diversamente in base alle diverse popolazioni.
Usando le parole di Edwards, "la maggior parte delle informazioni che contraddistingue le popolazioni è nascosto nella struttura di correlazione dei dati". Queste relazioni possono essere estratte utilizzando tecniche di ordinamento e analisi dei gruppi (cluster analysis), che sono comunemente usate nella genetica umana moderna. Edwards sostenne che, anche se la probabilità di non riuscire a classificare razzialmente un individuo in base alla frequenza di alleli in un unico locus è del 30%, la probabilità di classificazione errata rasenta lo zero se abbastanza loci vengono analizzati.
Il saggio di Edwards dichiarò che la logica di fondo è stata discussa nei primi anni del XX secolo. Edwards scrisse che lui e Cavalli-Sforza avevano presentato un'analisi in contrasto a quella di Lewontin, utilizzando dati molto simili, già al Congresso Internazionale di Genetica del 1963. Lewontin ha partecipato alla conferenza, ma non ha fatto riferimento a questo nel suo lavoro successivo. Edwards sostenne che Lewontin ha usato la sua analisi per attaccare la classificazione umana nella scienza per motivi puramente sociali.